# Delphyre pumila
Delphyre pumila är en fjärilsart som beskrevs av Rothschild 1912. Delphyre pumila ingår i släktet Delphyre och familjen björnspinnare. Inga underarter finns listade i Catalogue of Life.